# Hof van Discipline
Het Hof van Discipline is een Nederlands hof. Het hof behandelt klachtzaken over advocaten in hoger beroep, die aanvankelijk in een Raad van Discipline zijn behandeld.
Het hof toetst onder andere aan artikel 46 van de Advocatenwet, een norm die grotendeels door de gedragsregels wordt ingevuld. Ook verordeningen zijn regelingen die in dit kader worden getoetst. De beslissing van de Raad van Discipline wordt in het openbaar uitgesproken maar niet gepubliceerd met de naam van de advocaat erbij.